# Rząd Południa Rosji
Rząd Południa Rosji (ros. Правительство Юга России) – antybolszewicki rząd ruchu Białych, powołany w kwietniu 1920 na Krymie. Jego siedzibą był Sewastopol.

## Historia

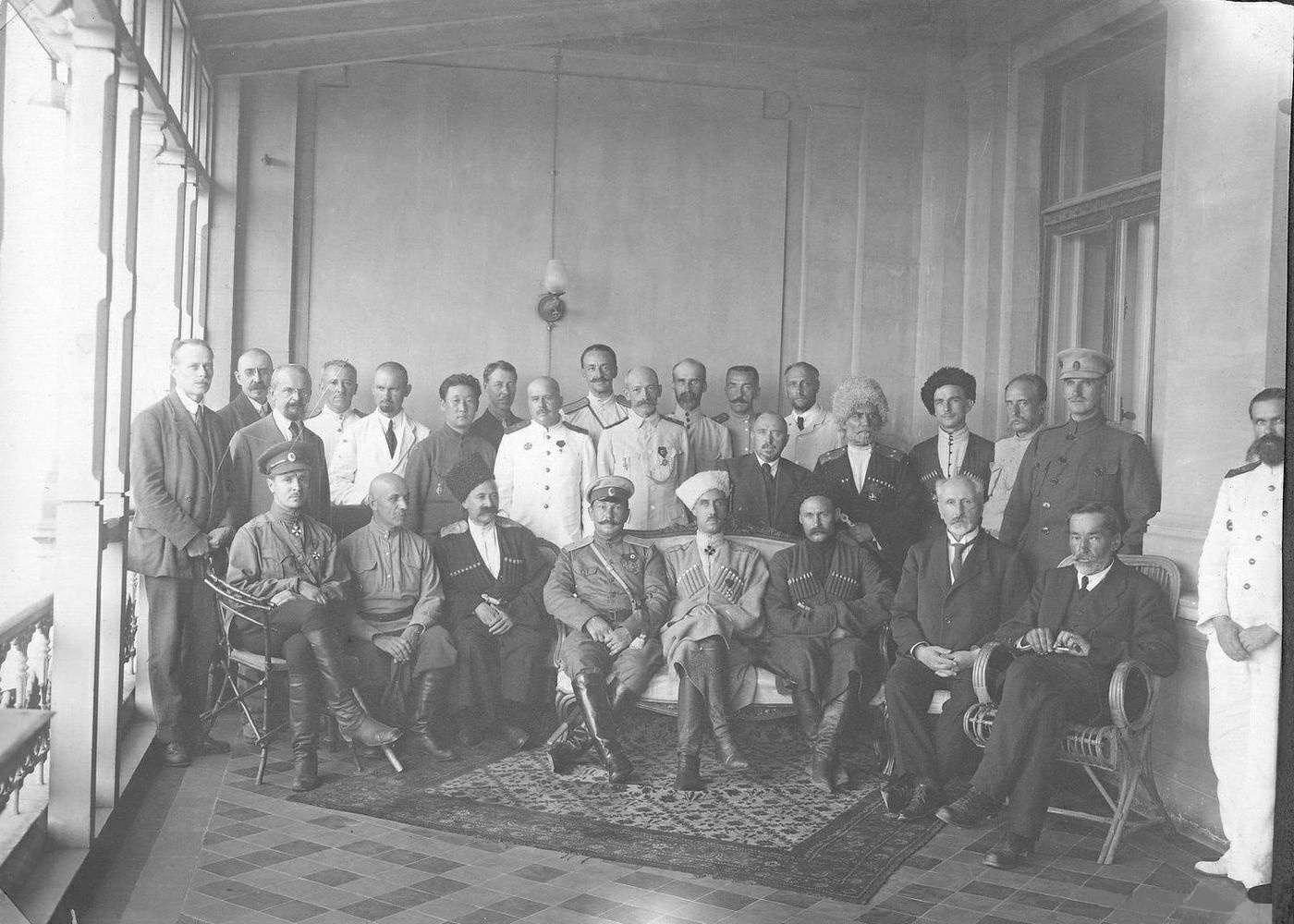
Piotr Wrangel na czele Rządu Południa Rosji w kwietniu 1920

30 marca 1920, w Teodozji, gen. Anton Denikin rozwiązał Rząd Południoworosyjski. Kilka dni później przekazał on swoje dowództwo na wojskami antybolszewickimi Piotrowi Wrangelowi. W Sewastopolu została utworzona Rada Przewodniczących Zarządów. W kwietniu 1920 przemianowano ją na Radę przy Głównodowodzącym Wojskami Rosyjskimi gen. Piotrze Wranglu.
16 sierpnia 1920, po wcześniejszym nawiązaniu porozumienia z Kozakami, przyjęto oficjalnie nazwę Rząd Południa Rosji. W jego skład weszli: Aleksandr W. Kriwoszein (premier), Piotr B. Struwe (minister spraw wewnętrznych), W. S. Nalbandow (minister handlu i przemysłu), gen. W.P. Nikolski (minister wojny), adm. Nikołaj P. Sablin (minister morski), N. N. Tagancew (minister sprawiedliwości), G. W. Glinka (minister rolnictwa), M. W. Biernacki (minister finansów), S. D. Twerskoj (szef Zarządu Cywilnego) i N. W. Sawicz.
Reformatorską działalność rządu zatrzymały sukcesy militarne Armii Czerwonej w operacji perekopsko-czongarskiej. W listopadzie 1920 rozpoczęła się ewakuacja Białych z półwyspu krymskiego do Turcji. Objęła ona około 146 tysięcy ludzi. Upadek Rządu Południowej Rosji oznaczał kres działalności kontrrewolucyjnej w europejskiej części Rosji.

## Polityka wewnętrzna i zagraniczna

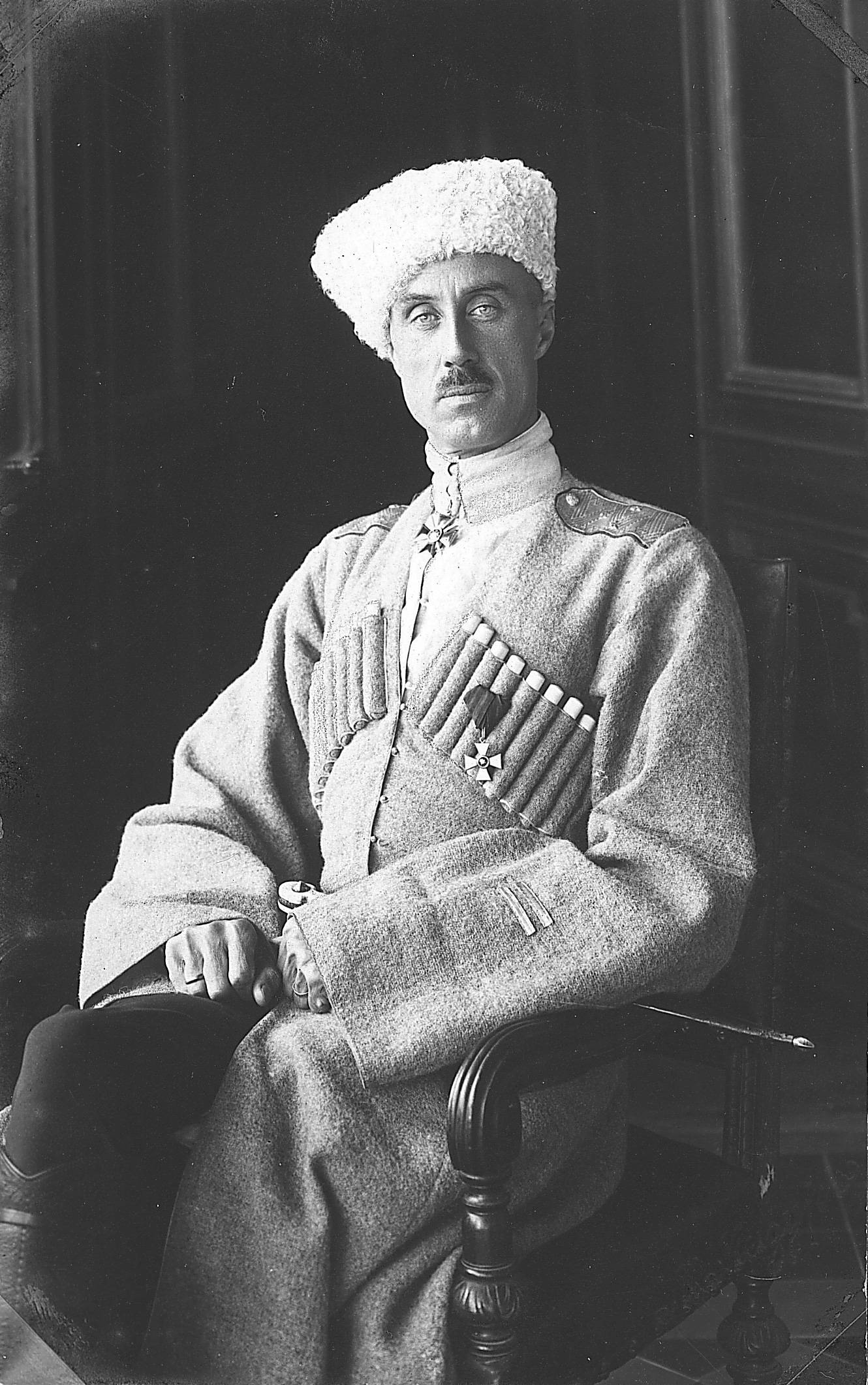
Piotr Wrangel w 1920

Nowy rząd kontrolował głównie obszary guberni taurydzkiej. 10 sierpnia 1920 Rząd Południa Rosji został oficjalnie uznany przez Francję, która przekazała wojskom Wrangla znaczną pomoc militarną i finansową. Nawiązano ponadto stosunki dyplomatyczne ze Stanami Zjednoczonymi, od których też uzyskano wsparcie finansowe. Wsparcia rządowi Wrangla udzieliła także Polska, która toczyła wówczas również wojnę z bolszewikami. Za pośrednictwem państw Ententy generał Wrangel próbował bezskutecznie negocjować z władzami bolszewickimi uzyskanie niezawisłości dla Krymu i przyległych ziem kozackich.
Piotr Wrangel postanowił uniknąć pomyłek, dokonanych przez jego poprzedników, przeprowadzając szeroko zakrojone reformy społeczno-gospodarcze. Przede wszystkim wprowadzono nowe prawo rolne. Jego główną część stanowił „Dekret o ziemi” z 25 maja 1920. Część ziemi należąca wcześniej do państwa, a także wszelkie nadwyżki majątków prywatnych ponad przyznany limit, zostały przyznane na własność chłopom. Byłe sowchozy i gospodarstwa zmechanizowane, podlegające władzom państwowym, mogły być przekazywane w administrowanie instytucjom państwowym lub lokalnej gminie. Część ziemi z nich również można było oddać chłopom. Realizację reformy powierzono częściowo wybieralnym gminnym ziemstwom, których działalność została uregulowana dekretem z 28 lipca 1920. 25 października 1920 uchwalono ponadto „Dekret o ziemstwach powiatowych”. Nowe regulacje prawne rozpoczęto wprowadzać w życie natychmiast po ogłoszeniu, w odróżnieniu od bolszewików.
Rząd Południa Rosji, w przeciwieństwie do chociażby Państwa Rosyjskiego pod rządami admirała Aleksandra Kołczaka, określił kształt przyszłej Rosji. Odszedł od hasła „jednej i niepodzielnej Rosji”, opowiadając się za sojuszem narodów wchodzących w skład dawnego imperium carów. Takie państwo miało być dobrowolną federacją. Szczególna uwaga została zwrócona na ziemie kozackie, którym obiecano autonomię. Rząd Wrangla oficjalnie uznawał niepodległość Polski i Ukrainy.